# كازانيت
كازانيت (بالفرنسية: Casanet)‏ هي شركة مزودة لخدمات الإنترنت في المغرب، تم تأسيسها سنة 1995 وأصبحت سنة 2002 فرعاً تملكه شركة اتصالات المغرب بنسبة 100 %، تم تحولت فيما بعد إلى شركة خاصة في هندسة المعلومات تنشط في مجال خدمات الشركات.

## وصلات خارجية
- الموقع الرسمي لكازانيت
- الموقع الرسمي لاتصالات المغرب
- الصفحات الصفراء لاتصالات المغرب: دليل كل المغرب